# Lindach (obszar wolny administracyjnie)
Lindach – obszar wolny administracyjnie (gemeindefreies Gebiet) w Niemczech w kraju związkowym Bawaria, w rejencji Górna Frankonia, w regionie Oberfranken-West, w powiecie Bamberg. Obszar jest niezamieszkany.